# Tetrapodomorfs
Els tetrapodomorfs (Tetrapodomorpha) són un clade de vertebrats, que inclou sarcopterigis (peixos d'aletes lobulades) amb característiques de tetràpode (vertebrats amb potes). Formes primitives com el Tiktaalik, han estat ressenyades com a "piscípodes" (peixos amb potes) pels seus descobridors, ja que eren mig peix, mig tetràpode, almenys en aparença.
Els tetrapodomorfs inclouen els tetràpodes veritables i diversos grups sense emparentar de peixos ossis coneguts col·lectivament com a osteolepiformes.
Entre les característiques definitòries dels tetrapodomorfs són modificacions de les aletes, destacant un húmer amb cap convex articulant-se amb la fossa glenoide.
Els tetrapodomorfs basals s'han trobat en el Devonià.

## Taxonomia i filogènia
- Classe Sarcopterygii
  - Subclasse TETRAPODOMORPHA
    - Kenichthys
    - Ordre Rhizodontida
    - Superordre Osteolepidida (o Osteolepiformes)
      - Família Osteolepididae
        - Osteolepis

      - Família Tristichopteridae
        - Eusthenopteron

      - Família Megalichthyidae
      - Família Canowindridae
      - (sense rang) Elpistostegalia
        - Ordre Panderichthyida
        - Panderichthys
        - Tiktaalik
        - Livoniana
        - Metaxygnathus
        - Ventastega
        - Superclasse Tetrapoda